# Notte di San Silvestro
La notte di San Silvestro, cioè quella del 31 dicembre, è l'evento mondiale che segna la fine dell'anno vecchio e anticipa il Capodanno (1 gennaio).
Questa festa viene celebrata in diversi modi, secondo le tradizioni proprie di ogni nazione. Viene chiamata così perché occorre nel giorno della memoria di papa Silvestro I, morto il 31 dicembre del 335 a Roma.

## Confessioni cristiane
Nella maggior parte della Chiesa Cattolica, che segue il calendario Gregoriano, è consuetudine nella sera del 31 dicembre effettuare l'esposizione del Santissimo Sacramento e il canto del Te Deum. 
La Chiesa ortodossa e le confessioni cattoliche di rito orientale festeggiano San Silvestro il 2 gennaio, quindi tale giornata non ha correlazione con la fine dell'anno civile.

## La notte in Italia
In Italia la ricorrenza è anche denominata "ultimo dell'anno" e la serata corrispondente "Veglione di San Silvestro"; è tradizione allestire la cosiddetta cena o cenone di Capodanno, un abbondante pasto, in cui il piatto tradizionalmente più caratteristico è lo zampone o cotechino con le lenticchie. In genere si usa fare il veglione, cioè restare svegli fino a mezzanotte passata, per festeggiare l'arrivo del nuovo anno. Solitamente si trascorre la serata in famiglia o con gli amici in piazza (dove si organizzano concerti o feste varie) ma anche in casa.
Generalmente, a partire da 10 secondi prima della mezzanotte, si usa fare il conto alla rovescia fino ad arrivare a zero, augurando quindi il buon anno nuovo, brindando con spumante e guardando o accendendo  fuochi d'artificio, sparando  petardi o colpi di pistola a salve. Una tradizione, meno comune è quella di tenere in mano, durante il conto alla rovescia, oltre al bicchiere di spumante, anche dell'uva e tre monetine diverse, come portafortuna. Ogni regione italiana possiede comunque tradizioni diverse. In alcune regioni, per esempio, si gioca a tombola o ad alcuni giochi per intrattenersi fino allo scoccare del nuovo anno e anche dopo.
In Italia il 31 dicembre è un giorno feriale a differenza del 1 gennaio (Capodanno).

## La notte nel Mondo

### Francia
La Saint-Sylvestre

### Germania
Silvester

### Giappone
Toshigami (年神)  il dio dell'anno nuovo

### Spagna
San Silvestro: come tradizione, in Spagna si seguono i primi dodici rintocchi della mezzanotte in diretta da Madrid, mangiando un chicco d'uva a ogni rintocco.